# Leopold Mozart
Johann Georg Leopold Mozart (Augsburg, 14 november 1719 – Salzburg, 28 mei 1787) was een Oostenrijkse componist en violist van Duitse afkomst. Hij was componist, violist en auteur van een vioolmethode, alsmede de vader van de componist Wolfgang Amadeus Mozart.

## Levensloop

### Jeugd
Leopold Mozart werd op 14 november 1719 in Augsburg geboren als zoon van de boekbinder Johann Georg Mozart (1679-1736). Aldaar volgde hij vanaf zijn vijfde jaar de Elementarschule en van 1727 tot 1735 het Augsburgs Gymnasium. Nog voor zijn veertiende jaar trad hij voor het eerst op in een zangrol bij de feestelijkheden ter gelegenheid van het einde van het schooljaar; de laatste maal dat hij dit deed was in september 1735. Al jong kon hij moeilijke zangrollen aan en werd als koorknaap aan het werk gezet. Mozartbiograaf Bernard Paumgartner ziet hierin bewijs dat Leopold een bijzondere muzikale begaafdheid had en al jong over muzikale routine beschikte. In 1735-1736 volgde hij het Lyceum van de Jezuïeten van St. Salvator te Salzburg, alwaar hij twee jaar logica en fysica studeerde. Na het overlijden van zijn vader voorzagen zijn docenten en voogden een loopbaan als geestelijke voor hem en in 1737 vertrok hij naar Salzburg, waar hij vanaf november ingeschreven was als student aan de universiteit der Benedictijnen. Hij studeerde filosofie en rechtsgeleerdheid; op 22 juli 1738 haalde hij de graad van baccalaureus in de filosofie, waarna hij van plan was om verder te studeren als fysicus, maar hij bezocht het college slechts tot 1738. In september 1739 werd hij definitief geschorst omdat hij te vaak afwezig was. Paumgartner meent dat de reden daarvoor is dat zijn eigenlijke roeping hem steeds duidelijker voor de geest kwam en hij zo diplomatiek was om zijn eigenlijke toekomstplannen te verbergen. Aangezien hij later als componist voor de universiteit werkte, moet hij de docenten hebben verzoend.

### Musicus
Op zijn twintigste kreeg hij een baan als kamerdienaar en musicus bij de aartsbisschop van Thurn-Valsassina und Taxis in Salzburg, aan wie hij in 1740 zijn eerste composities, de zes triosonates 'Sonata per chiesa e da camera' (op.1) voor twee violen en bas, opdroeg. Hijzelf graveerde deze composities in koper. Kort daarop manifesteerde hij zich als componist van Duitse Passie-cantates en Latijnse schoolopera's, met als gevolg dat hij in 1743 werd bevorderd tot vierde violist van het Salzburgse hoforkest, waarvan hij levenslang deel bleef uitmaken. In 1744 werd hij ook aangesteld als vioolleraar van de koorknapen van het oratorium van de kathedraal.
Leopold Mozart trouwde op 21 november 1747 met Anna Maria Pertl. Ze kregen zeven kinderen, van wie er twee overleefden: het vierde kind, Maria Anna Walburga Ignatia (ook wel Nannerl genoemd, 1751-1829) en de jongste, Wolfgang Amadeus (1756-1791). In Wolfgangs geboortejaar publiceerde Mozart het boek Versuch einer gründlichen Violinschule, dat hij later nog enige malen zou bewerken. Dit boek werd vrijwel direct vertaald in het Frans en in het Nederlands en geldt nog steeds als een van de belangrijkste muziekboeken uit de tweede helft van de 18e eeuw.
In 1757 werd hij aangesteld als hofcomponist en in 1758 promoveerde hij tot tweede viool in het hoforkest. In 1762 volgde de aanstelling als vice-kapelmeester.
Vanaf ongeveer 1760 hield Leopold Mozart zich vooral bezig met de muzikale ontwikkeling van zijn kinderen. Met de jonge Wolfgang trok hij door heel Europa (zie: Grand tour van de Mozarts door Europa en Mozart in Italië). Zodoende was hij regelmatig niet beschikbaar voor zijn officieel beroep, waarmee hij zichzelf volgens Paumgartner promotiekansen ontnam.
Na de dood van zijn vrouw in 1778 verslechterde het contact tussen hem en zijn zoon snel. Hij verweet zijn zoon indirect verantwoordelijk te zijn voor haar dood. Nadat Wolfgang Amadeus zich in Wenen had gevestigd, hadden vader en zoon lange tijd nauwelijks contact. Ook weigerde hij aanvankelijk zijn zegen te geven aan het huwelijk van Wolfgang met Constanze Weber. Enkele jaren voor zijn dood, in 1785, bezocht Leopold Mozart zijn zoon nog eenmaal in Wenen. Hij was slechts gedeeltelijk tevreden met diens muzikale ontwikkeling en beklaagde zich over het ruige leven van zijn zoon.
Hoewel Leopold Mozart muzikaal gezien altijd in de schaduw van zijn zoon heeft gestaan, heeft hij toch een groot aantal composities (waaronder kerkelijke cantates, oratoria, missen en psalmen en wereldlijke symfonieën, divertimenti en concerten) op zijn naam staan.

## DeViolinschule

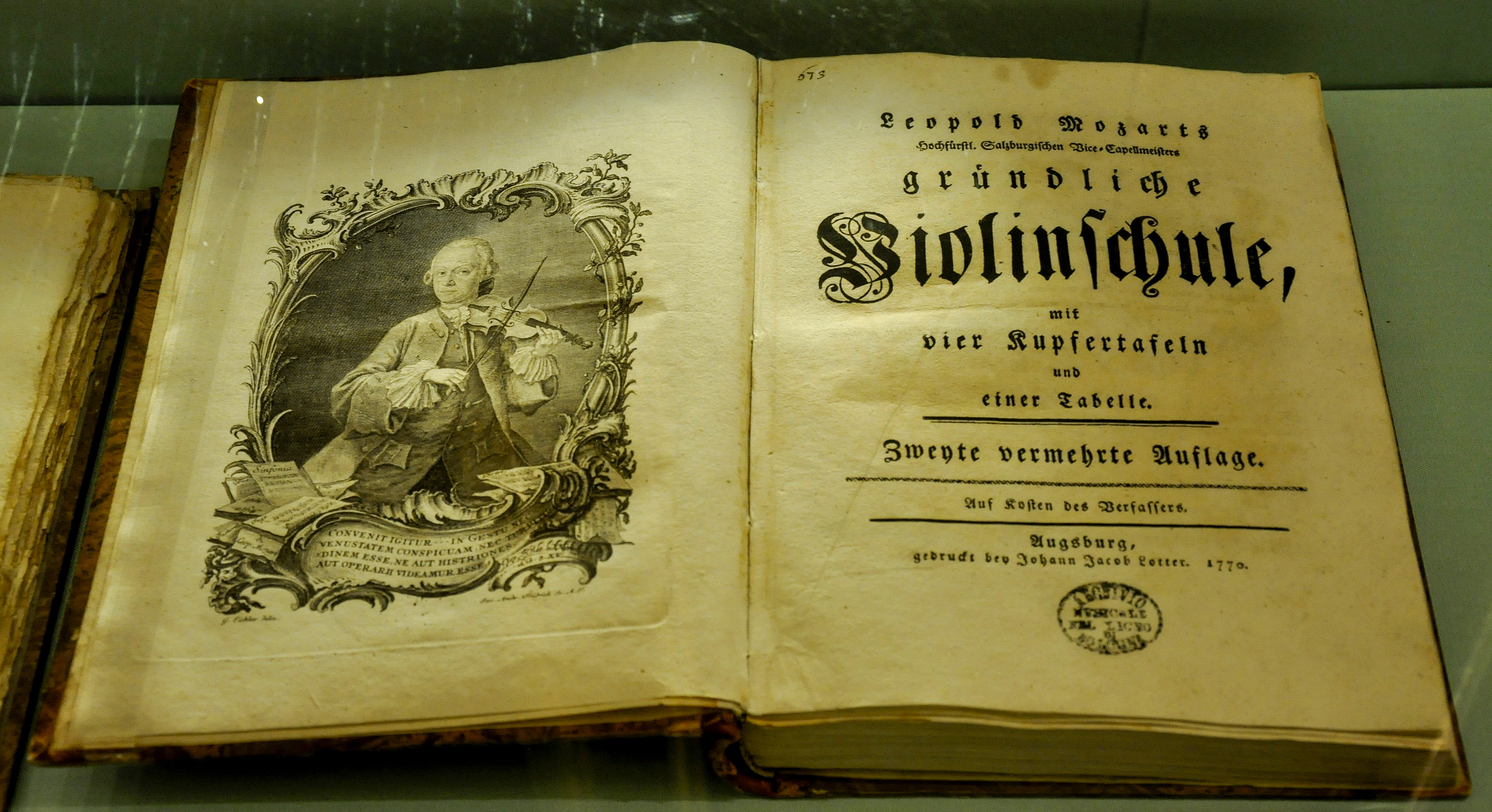
Gründliche Violinschule van Leopold Mozart, uitgegeven in 1770 in Augsburg

De vioolmethode uit 1756, een werk van Duitse muziektheorie dat een nieuw tijdperk inluidde, bezorgde haar auteur bekendheid en zelfs beroemdheid in Europese muziekkringen. Het boek is van groot belang en kan naast overeenkomstig werk staan van Johann Joachim Quantz voor fluit (1752) en van Carl Philipp Emanuel Bach voor piano (1753). Wat betreft de techniek zette Mozart in essentie de Italiaanse methode uiteen, zich vooral baserend op Giuseppe Tartini. De algemene historische hoofdstukken demonstreren zijn grondige kennis van de muziektheorie, die teruggaat tot Henricus Glareanus en Franchino Gaffurius. De vioolmethode is ook van belang als bron voor kennis van de contemporaine uitvoeringspraktijk en muzikale smaak, al geldt het ook weer niet in alle opzichten voor de muziek van W.A. Mozart en zijn tijdgenoten.
De Violinschule werd in vele talen vertaald. In 1766 verscheen de Nederlandse vertaling bij Johannes Enschedé in Haarlem, aangeduid als 'Grondig onderwijs in het behandelen der viool, ontworpen door Leopold Mozart, Hoog vorstelijk Salzburgschen Kamer-muzikus, met 4 Konst-Plaaten en een Tafel van de Regelen der Strijkmanier enz.  voorzien'. Omdat Leopold zich op dat moment in Holland bevond, vanwege de Europese rondreis met zijn kinderen Wolfgang en Nannerl, werd hij uitgenodigd om in Haarlem een van de eerste exemplaren in ontvangst te nemen, waarbij de Mozarts ook werden rondgeleid in de drukkerij van Enschedé. Met de Nederlandse uitgave was Leopold bijzonder in zijn sas omdat deze met een nieuwe techniek was gedrukt. Leopold schreef (op 16 mei 1766): "Het is een werkelijk prachtige uitgave geworden, mooier nog dan de Duitse". Een Franse versie verscheen in 1770,  een Russische in 1804. Duitse herdrukken verschenen in hoog tempo; in 1787 een uitgebreide versie.